# Saida Wambui
Saida Wambui es una deportista keniana que compitió en taekwondo. Ganó dos medallas en el Campeonato Africano de Taekwondo en los años 1996 y 1998.

## Palmarés internacional
| Campeonato Africano | Campeonato Africano       | Campeonato Africano | Campeonato Africano |
| Año                 | Lugar                     | Medalla             | Categoría           |
| ------------------- | ------------------------- | ------------------- | ------------------- |
| 1996                | Johannesburgo (Sudáfrica) | Medalla de plata    | +70 kg              |
| 1998                | Nairobi (Kenia)           | Medalla de bronce   | +72 kg              |